# ホリ・ヒロシ
ホリ・ヒロシ（1958年1月1日 - ）は神奈川県横須賀市出身
の人形作家・衣装デザイナー。青山学院大学経済学部出身。マネージメントはオスカープロモーション。

## 人物
- 3歳の時に裁縫をする母の傍らで、糸と針を持つ[1]。大学入学時に本格的に人形を作り始め、1978年に日本創作人形協会[3]主催の創作人形公募展「楊貴妃」に入選。1979年に同展に「福助猿」に優秀賞を受賞。1987年に財団法人日本民族衣装文化普及協会主催のきもの文化賞を、1990年12月に東京都民文化栄誉章で最年少を受賞した[1]。
- 1987年2月に吾妻流宗家直門の名取を許され「吾妻瑤穂」と名のる[1]。
- 明治座の2009年5月公演「黒革の手帖」で、衣装デザインを担当[4]。
- 東京と芦屋に人形学校を開いている[5]。